# Siphimedia varipes
Siphimedia varipes là một loài tò vò trong họ Ichneumonidae.